# Virginie Demont-Breton
Virginie Élodie Marie Thérèse Demont-Breton, més coneguda com a Virginie Demont-Breton (Courrières, 26 de juliol de 1859 - París, 10 de gener de 1935) va ser una pintora francesa.

## Biografia
Virgínia va ser filla de Jules Breton i neboda d'Émile Breton, tots dos pintors reconeguts. Es va casar amb el pintor Adrien Demont el 1880.
La seva carrera artística va ser precoç. Amb 20 anys va exhibir a París i va guanyar una medalla d'or en l'Exposició Universal d'Amsterdam de 1883.
El 1890, es va mudar a Wissant, on la parella havia construït una vila d'estil neoegipci, obra de l'arquitecte belga Edmond De Vigne, la qual van anomenar El Typhonium l'any següent. L'habitatge és un monument històric des del 29 de novembre de 1985.
Virginie Demont-Breton es va integrar a la Unió de Dones Pintores i Escultores el 1883 i es va convertir en la seva presidenta des de 1895 fins a 1901. Va pugnar a partir de 1890 per l'entrada de dones a l'École des Beaux-Arts, en una època en què aquest accés per completar una carrera acadèmica en la pintura era reservada només als homes, cosa que va aconseguir el 1897.
Augustin Lesieux, escultor de París, va realitzar un bust de Virginie Demont-Breton que es conserva en el Museu de la Cartoixa de Douai.
Va ser condecorada amb la Legió d'Honor el 1894.
Les seves memòries es van publicar en quatre volums amb el títol Les maisons que j'ai connues (Paris, 1926).

## Estil

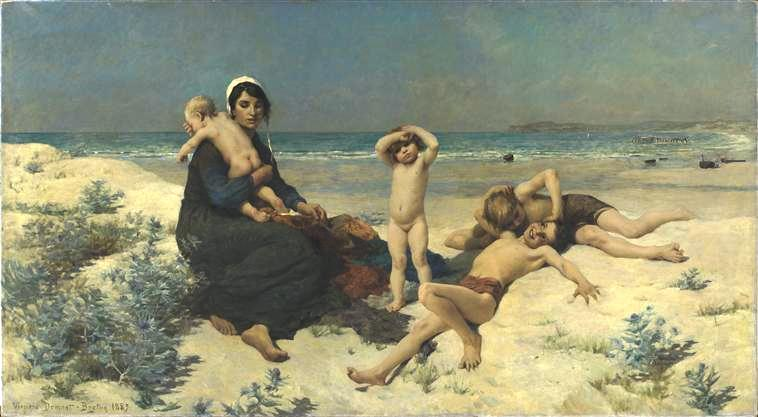
La plage

En el seu primer període va realitzar principalment retrats i escenes històriques o mítiques, sota un tractament acadèmic i realista. Després de descobrir Wissant, les seves pintures van mostrar la vida dels pescadors i van prendre un to més social.
Algunes de les seves obres s'exhibeixen en museus d'Amiens, Arràs, Boulogne-sur-Mer, Calais, Douai, Lilla, París, Amsterdam, Anvers, Gant i al Museu Soumaya de la ciutat de Mèxic com:
- Les Tourmentés, oli sobre llenç, Palau de Belles Arts de Lilla[7][1]
- Jeune femme portant un enfant, dibuix, Departament d'Arts Gràfiques del Museu del Louvre[8]
- Els petits goélands, oli sobre llenç, 1895. Museu Soumaya.
- Llops de mar, 1885, Museu de Gant;
- Homes de Mar, de 1898, és al Musée de Picardie, a Amiens.

De la seva obra L'home és al mar, que fou exposada al Saló de 1889, Vincent Van Gogh en va fer una còpia durant la seva estada a l'asil de Saint-Paul de Mausole.

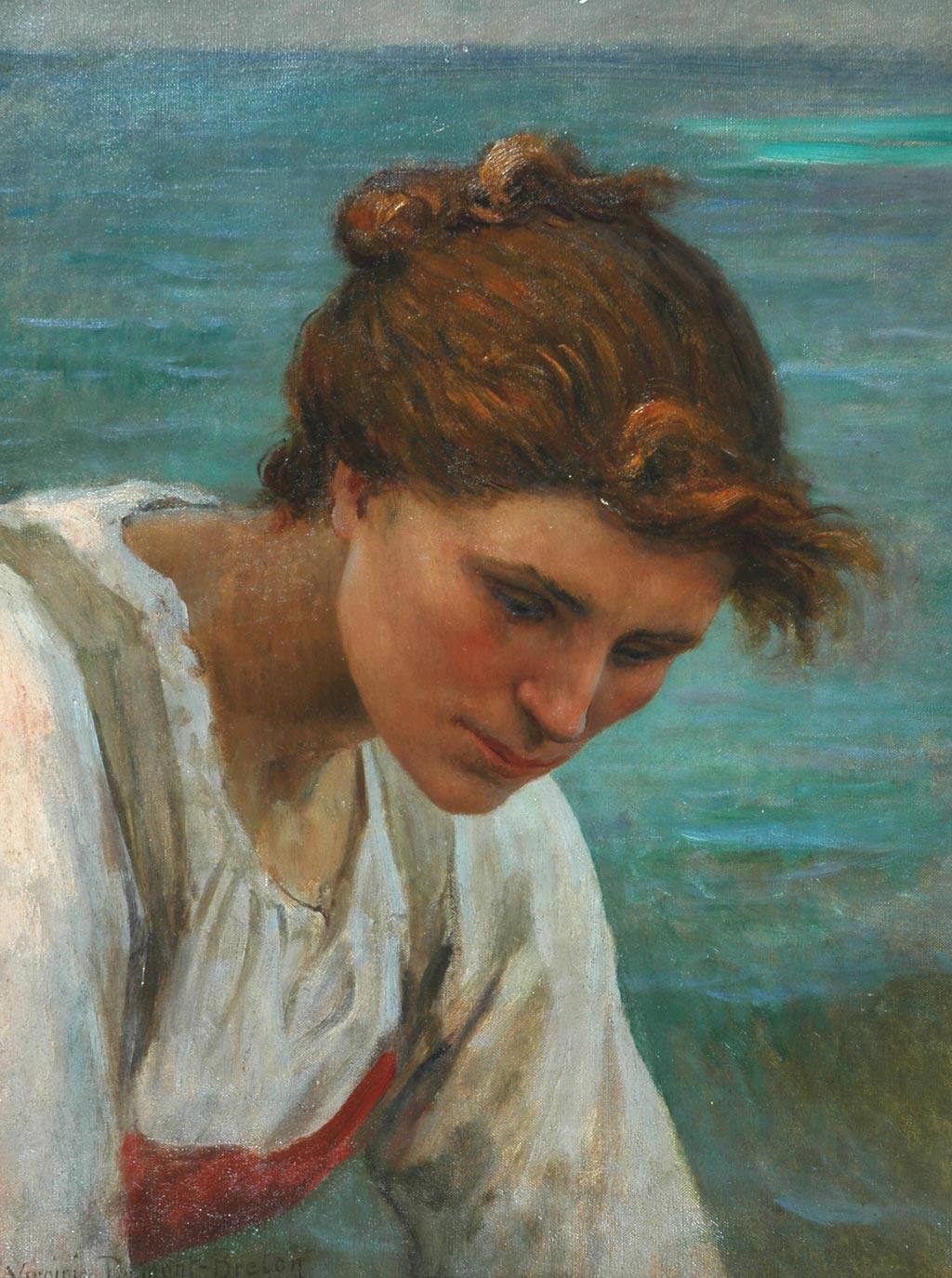
Étude de femme
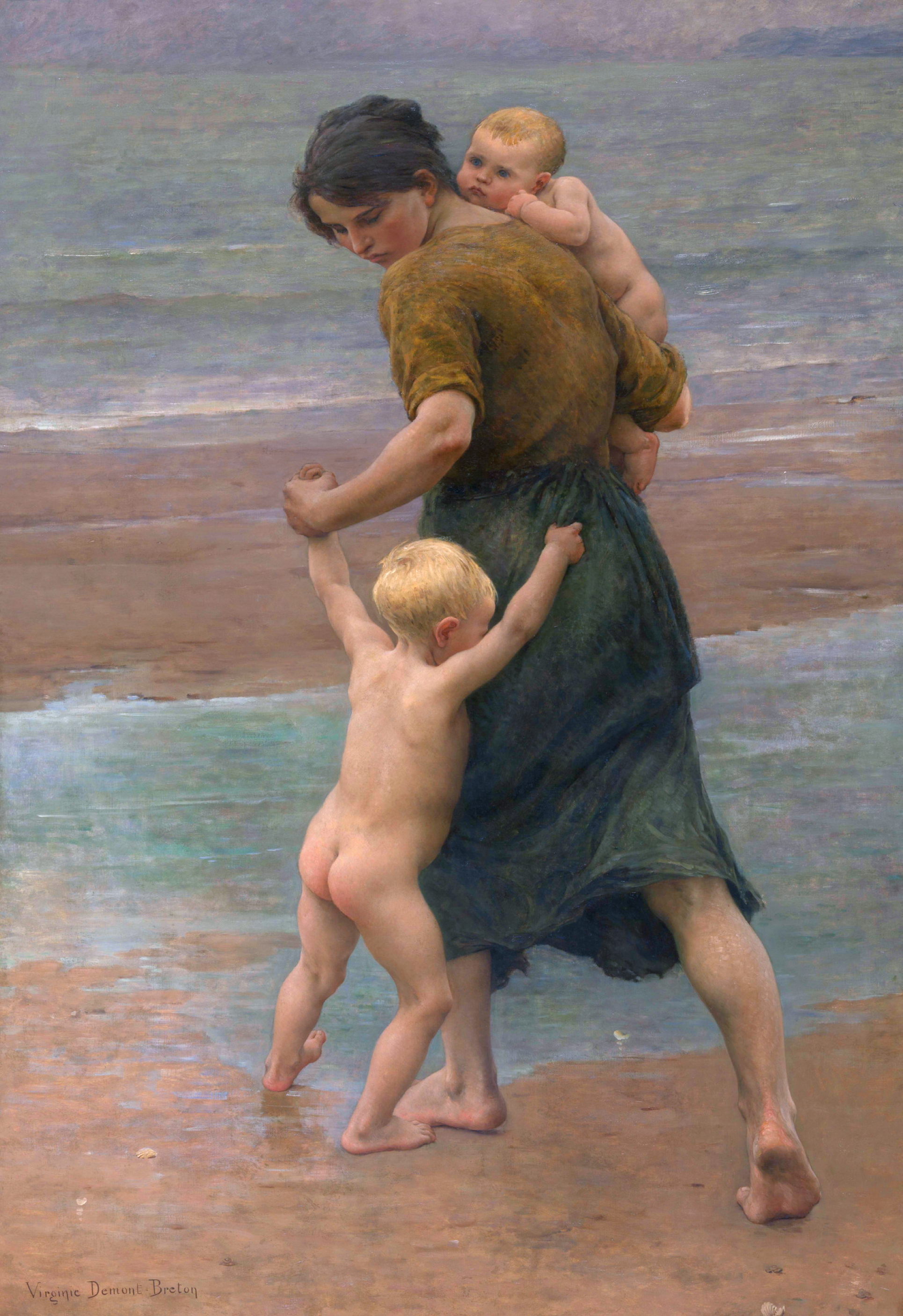
Cap a l'aigua
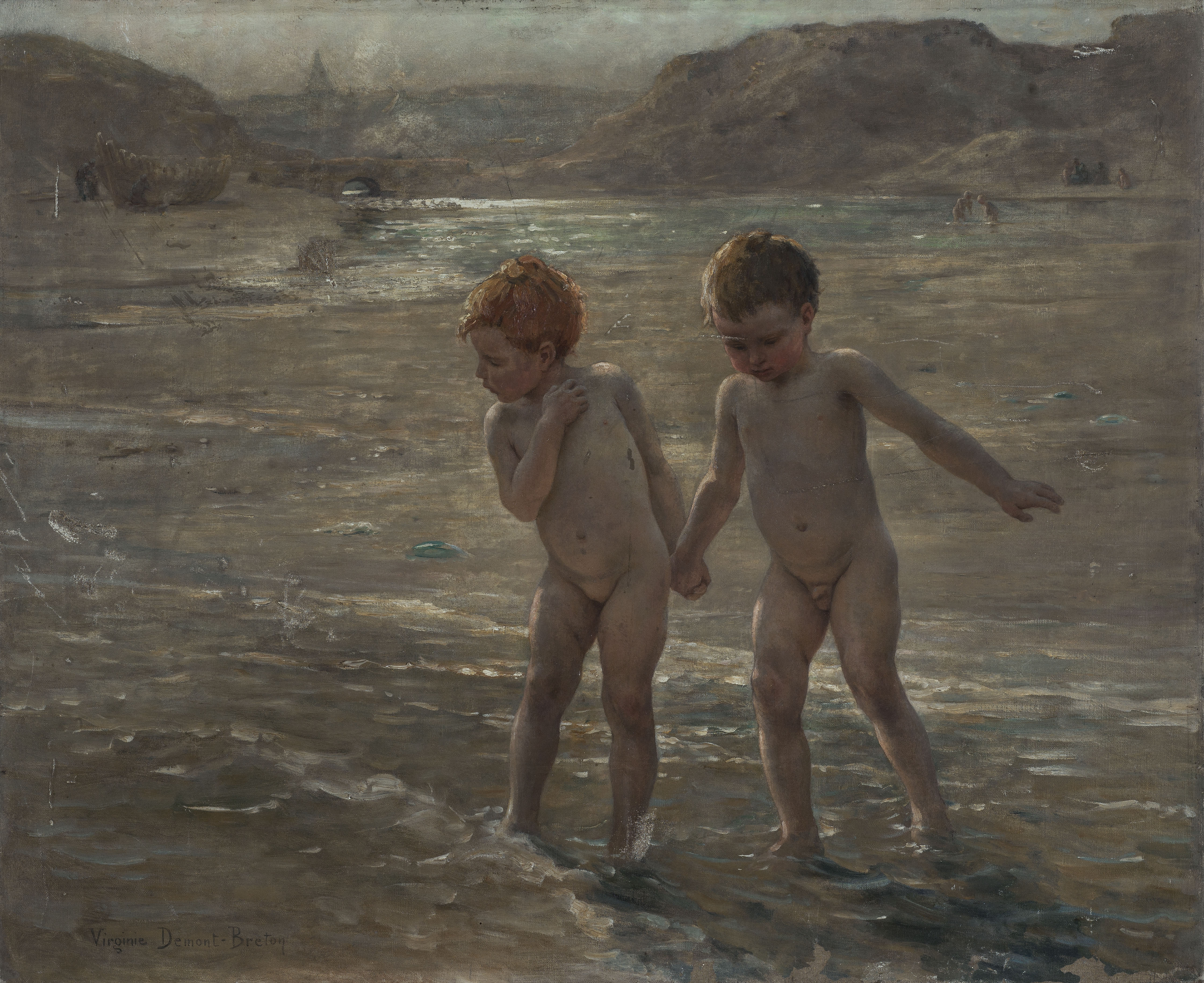
En l'aire pur
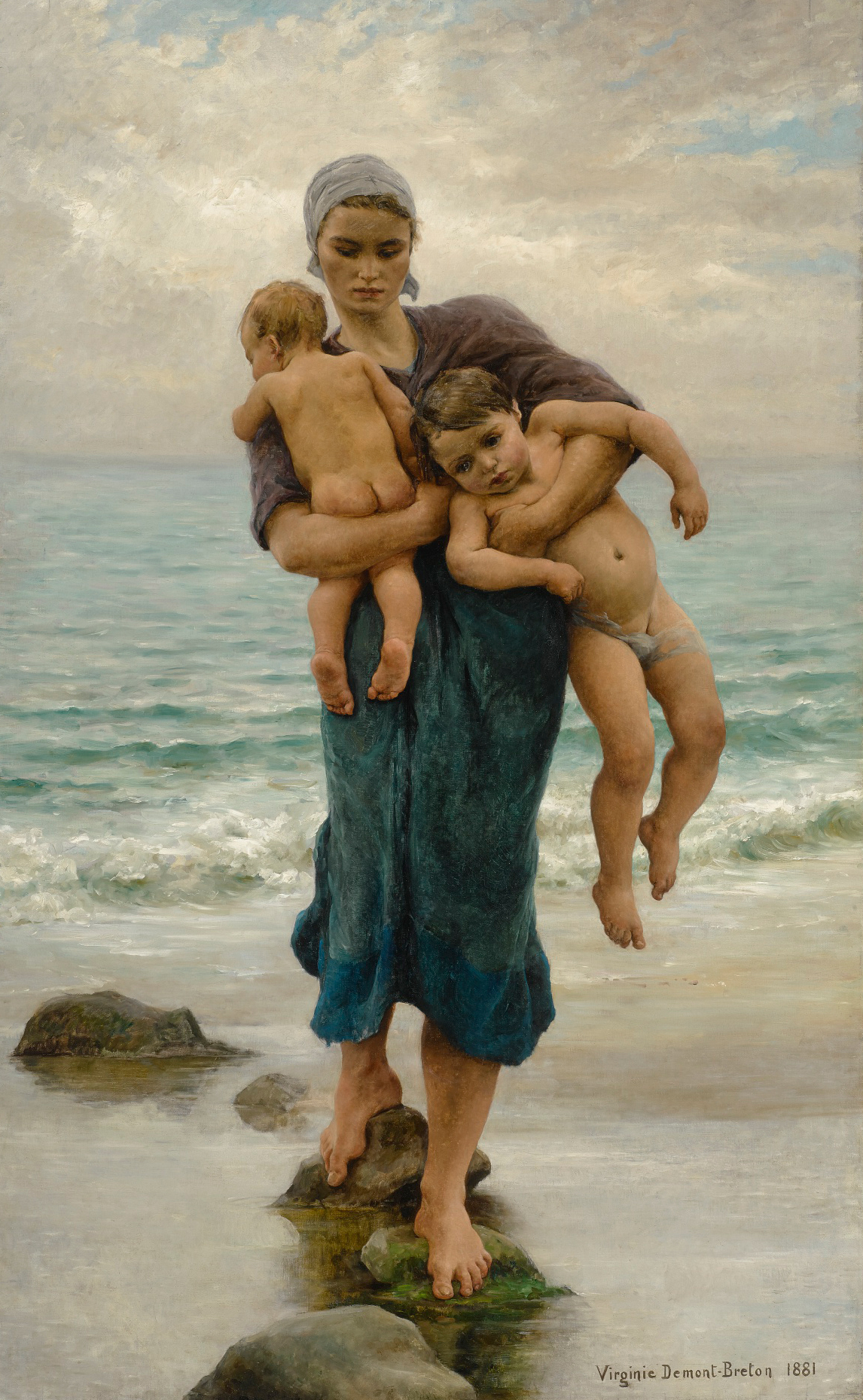
Femme de pêcheur venant de baigner ses enfants
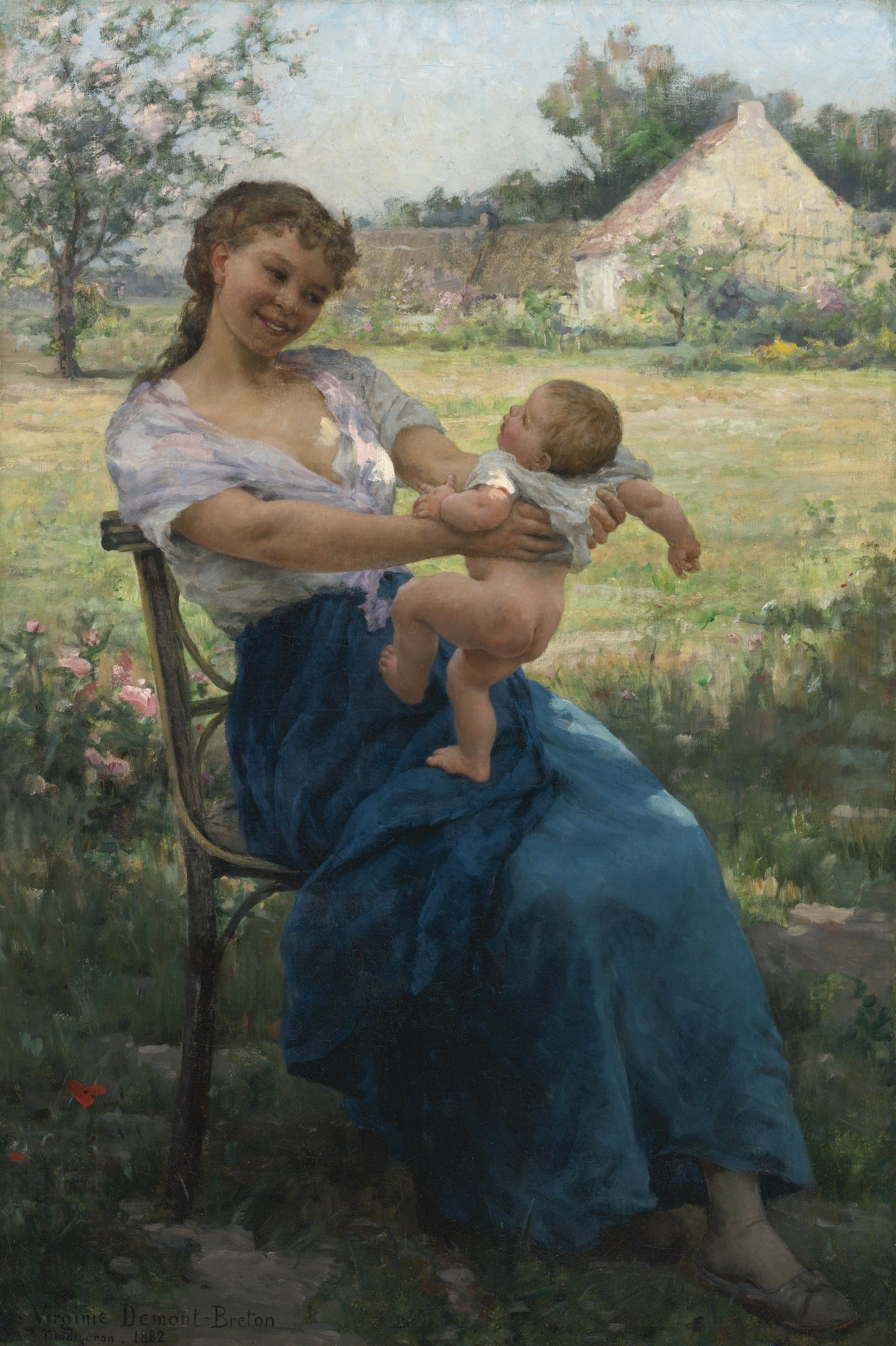
Les primeres passes
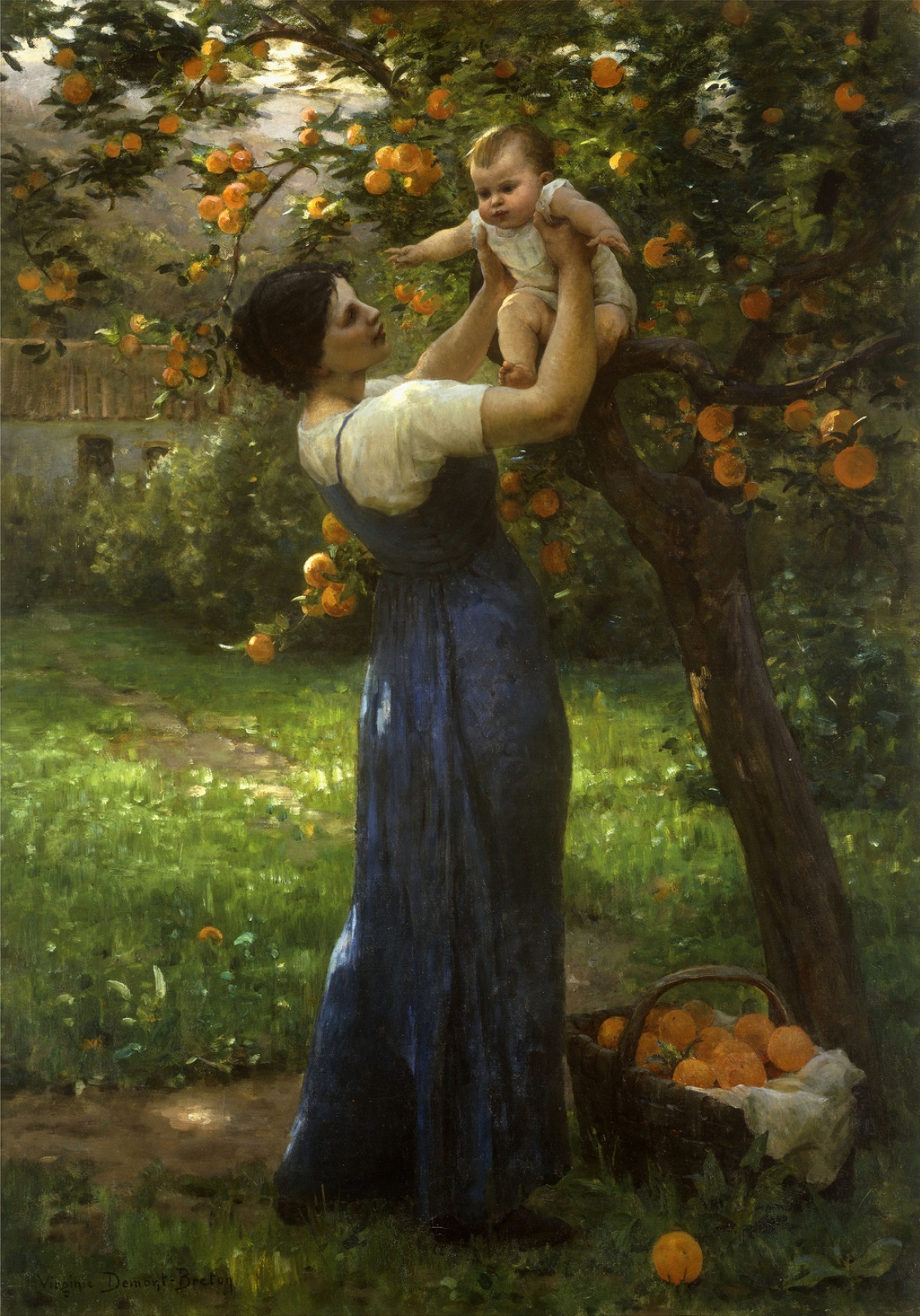
Mare i fill al taronger
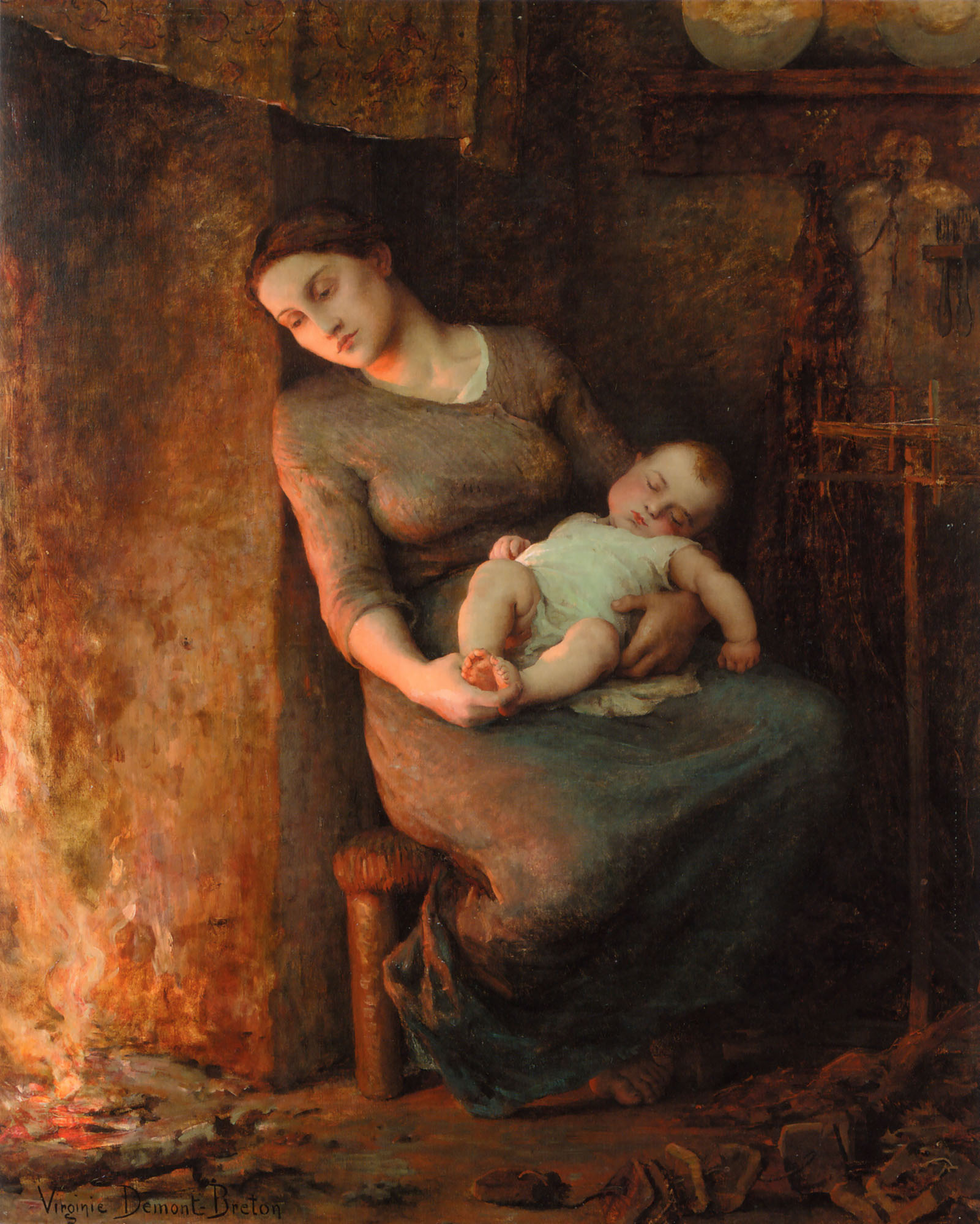
L'homme est en mer
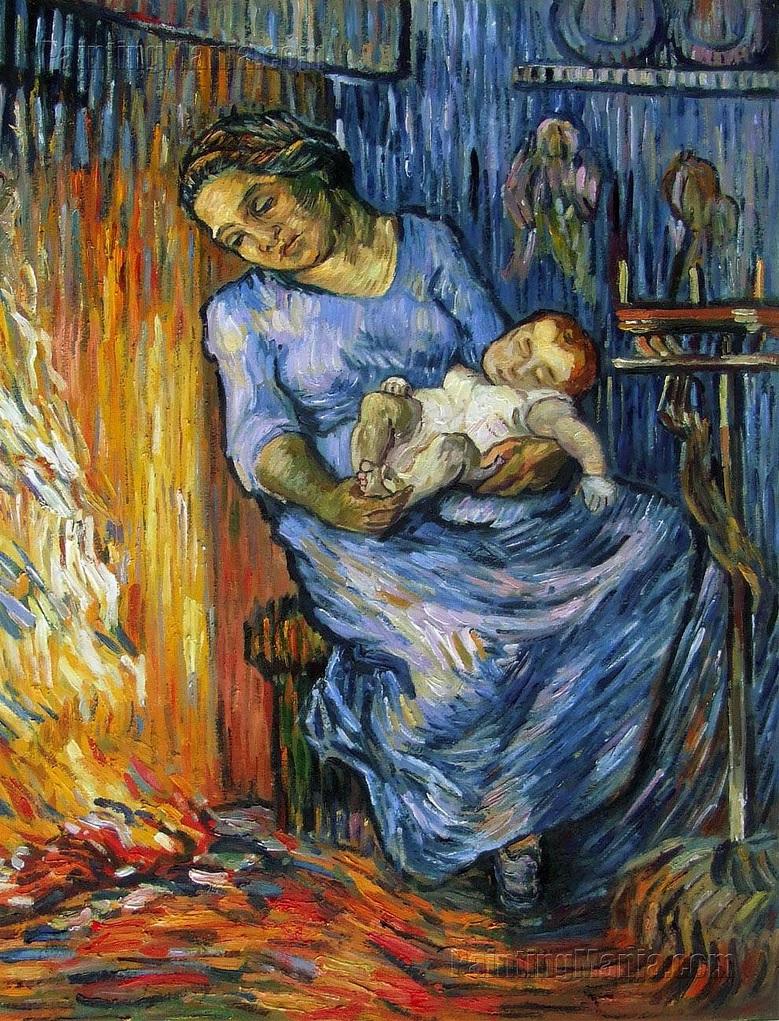
"L'homme est en mer", Vincent van Gogh